# Robert Wynn
Robert 'Popeye' Wynn (10 de Julho de 1921 – 18 de Março de 2000) foi um sargento da Easy Company, integrante da 101ª Divisão Aerotransportada do Exército dos Estados Unidos, na Segunda Guerra Mundial. Wynn foi um dos 140 homens da Easy Company em Toccoa. Wynn foi interpretado por Nicholas Aaron na minisérie Band of Brothers.

## Juventude
Robert Wynn nasceu em 10 de Julho de 1921 em South Hill, Virginia. Em 1941, Wynn participou de um curso para maquinista numa escola profissional em Norfolk. Lá, ele fez amizade com Shifty Powers.
Após o Ataque a Pearl Harbor, Wynn e Powers, juntamente com os outros na escola profissional foram enviados para o estaleiro da Marinha em Portsmouth para trabalhar em navios de guerra. Pouco antes de o trabalho no estaleiro ser paralisado, Wynn e Powers se alistaram para ser paraquedistas. Eles entenderam que o treinamento seria difícil, por isso prometeram que iriam fazê-lo até o fim, e fizeram uma aposta que se um deles saisse, essa pessoa teria que pagar dez dólares a outro. Portanto, mais tarde, quando perguntado pelo tenente Richard Winters o que o tornou pára-quedistas, Wynn respondeu: 'Shifty'.

## Serviço militar
Wynn e Powers foram designados a Easy Company em Camp Toccoa e receberam treinamento do capitão Herbert Sobel. Wynn foi assistente de Sobel em Camp Mackall. Uma noite, quando Wynn foi enviado para localizar os pelotões, ele se perdeu e passou a noite dormindo, depois explicou à Sobel que se perdeu porque não podia ver no escuro. Ele foi substituído por Edward Tipper, que conseguiu oferecer ainda mais "assistência" para Sobel.
Wynn fez seu primeiro salto na Normandia no Dia D. Ele conseguiu contato com alguns membros da Easy Company, incluindo Donald Malarkey, Joe Toye e William Guarnere e também participou do ataque a Brécourt Manor. Quando o grupo estava atacando o primeiro canhão, Wynn foi atngido nas nádegas e caiu na vala. Wynn se desculpou com Winters, que estava liderando o ataque, "Sinto muito, tenente, eu fui atingido. Sinto muito. Mais tarde Winters em sua biografia, "Beyond the Band of Brothers", escreveu: "Meu Deus, é lindo quando você pensa em um cara que era tão dedicado à sua compania que se desculpou por ser atingido. Agora, aqui era um soldado - atingido por fogo inimigo na Normandia no Dia D, atrás das linhas alemãs, e ele estava chateado porque teria que deixar seus companheiros. A ação de Popeye falou por todos nós'. Carwood Lipton e Mike Ranney encontraram Wynn em seu caminho de volta à zona de segurança, e ajudaram a aplicar sulfa em sua ferida. Wynn foi evacuado para a praia de Utah e enviado para um hospital de campo na Inglaterra. Ele foi premiado com a Estrela de Bronze e a Purple Heart por esta ação.
No hospital, Wynn foi informado de que se ele ficasse fora de ação por 90 dias, seria enviado para outra unidade na 101ª Divisão Aerotransportada. Ele convenceu um sargento para mandá-lo de volta para Aldbourne com papéis para serviços leves e voltou a Easy em 1 de Setembro de 1944. Jogou fora os papéis quando a Easy foi alertada sobre a Operação Market Garden e lutou com a compania, embora ainda estivesse muito dolorido para sentar.
Wynn também participou da Batalha do Bulge em Bastogne. Lá, ele compartilhou uma trincheira com Powers.
Durante a batalha de Haguenau, Wynn foi escolhido para uma missão de patrulha liderada pelo Sargento Ken Mercier em que cruzariam o rio Oder. Enquanto os homens estavam atravessando o rio, Wynn caiu na água e como não sabia nadar ele começou a gritar. Clancy Lyall, companheiro na Easy Company, disse depois: 'Acho que ele deve ter acordado todos os alemães com toda a sua gritaria!'  Wynn sobreviveu e lutou com a Easy até o fim da guerra.

## Pós-guerra
Depois da guerra, Wynn tornou-se um ferreiro estrutural em edifícios e pontes.
Wynn comprou uma velha cabana de madeira em Kitty Hawk, Carolina do Norte e passou seus últimos dias com a sua família. Ele morreu em 18 de Março de 2000, pouco antes da minisérie Band of Brothers ser lançada.

## Band of Brothers
A minisérie mostrou que Wynn pegou carona com o Capitão Sobel para se juntar Easy Company antes da Operação Market Garden. Isso não está correto. Foi Roderick Strohl, que desertou do hospital e pegou carona com Sobel.